# Emma Essinger

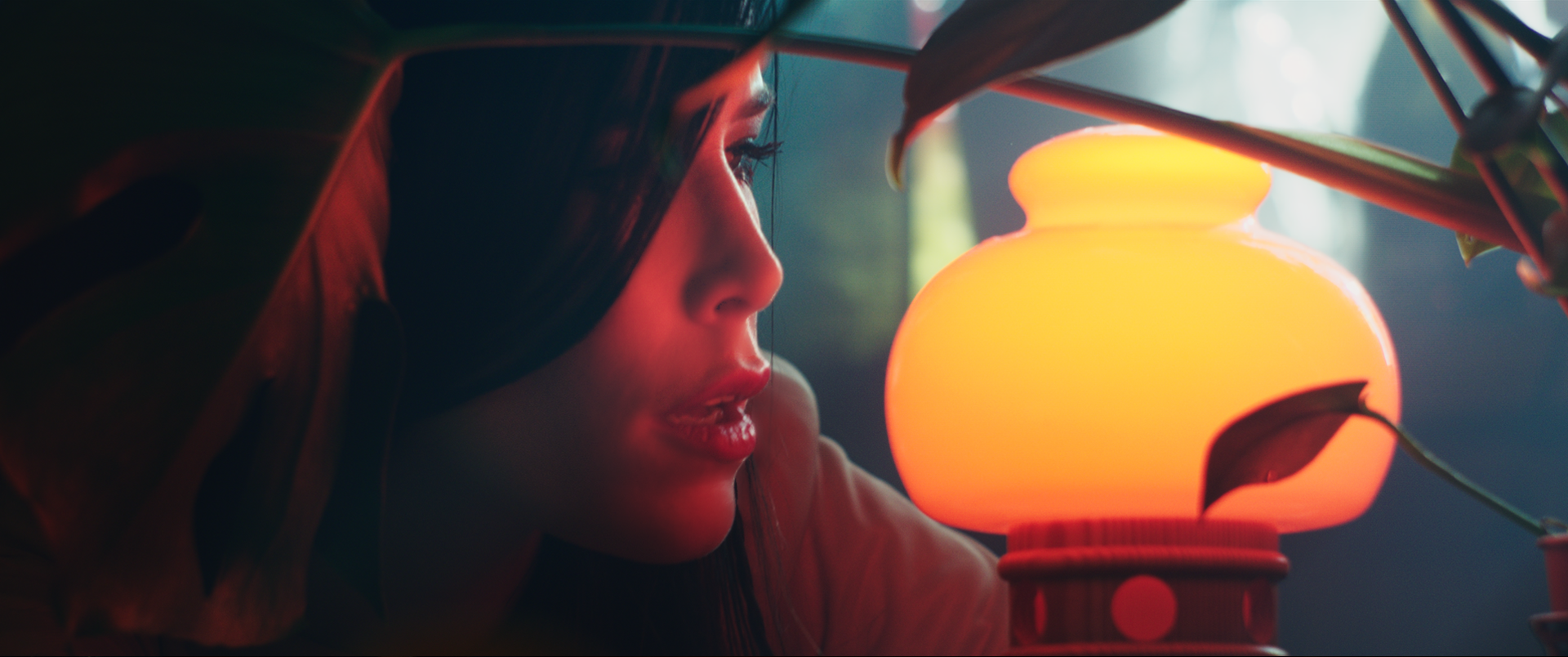
Emma Essinger

Emma Essinger är en svensk sångerska och saxofonist.

## Historia
Emma Svana Karolina Essinger, född 10 augusti 1983, är en svensk artist, sångerska, saxofonist, låtskrivare och producent som är uppvuxen i Kristianstad, Skåne. Emma fann musiken tidigt. Hennes pappa brukade låna skivor från biblioteket och hade som hobby att lära sig nya instrument, han lärde Emma spela sax i tvättstugan. Emma har spelat och turnerat med bland andra: Warren Cuccurullo, Stefan Sundström tillsammans med bl.a. Robert “Strängen” Dahlqvist (Hellacopters) och Ola Nyström (Weeping Willows), även med Tove Lo, Sophie Rimheden, The Royal Concept, Timo Räissänen, Cleo, Femtastic med Kristin Amparo, Syster Sol & Kwaai, Dregen, Titiyo, Anders F Rönnblom, Staffan Hellstrand. Under hösten 2007 frontade hon husbandet till TV4-programmet Fredag hela veckan, hon är också upphovsmakare till ledmotivet “Say Say Say” i samma tv-program, låten blev en av de mest spelade på MTV och ZTV vintern 2007 / 2008. Året 2007 gjorde Emma också sin första turné som anlitad musiker, då åt Martin Stenmarck. Våren 2009 var hon med på Caj Karlssons duett-turné som också sändes som dokumentär på SVT. 2011 jobbade hon för första gången med Warren Cuccurullo i Los Angeles (Frank Zappa, Duran Duran, Missing Person). 2012 gästade hon Sophie Rimheden på skivan “Haj” som solist på spåret Över, andra gäster på skivan var bl.a. Tomas Öberg (Bob Hund) och Emil Jensen. I slutet av 2012 skrev Emma och Sophie elektronisk musik till programmet “Ström i P2”. Sophie har också medverkat på Emmas konserter, andra som har medverkat inkluderar Tove Lo, Caroline Hjelt (Icona Pop) och David Larsson (The Royal Concept). Året 2014 var Emma kapellmästare för husbandet i Hasselhoff - en svensk talkshow i TV3.[3] 2015 medverkade hon bl.a. på kult-punk-bandet KSMB:s återföreningskonsert på Bråvalla. 2016 spelade Emma bland annat på Kungens 70-årsdag och startade skivbolaget TwoTigers MusicGroup vars första release blev Emmas singel “Bang Bang”. Juni 2016 släpptes Bang Bang tillsammans med en musikvideo, det är första singeln till kommande debut-EP.  Emma producerade låten i Stockholm och bollade idéer fram och tillbaka med Berlin-baserade Jari Haapalainen (Markus Krunegård, Ed Harcourt, Frida Hyvönen). Musikvideon spelades in på Värmdö under en ovanligt kall helg i februari 2016, Emma var exekutiv producent.

## Diskografi

### Singlar
1. Egen singel - Bang Bang (2016-06-10)
2. Safofonsolo -  Endeavor (titelspåret) - Timo Räissänen (2012)
3. Saxofon - Johnny Dunders Elektriska Cirkus - Stefan Sundström 2011
4. Saxofon och sång - Andra Spelar Sundström, (hyllningsplatta till Stefan Sundström) (2011)
5. Saxofon - 5 dagar i augusti, Stefan Sundström (2010)
6. Saxofon och sång - Carl-Johan Vallgren, Livet (2007)
7. Egen singel - Say Say Say (2007-11-11)